# Pseudokellya franki
Pseudokellya franki is een tweekleppigensoort uit de familie van de Kelliidae. De wetenschappelijke naam van de soort is voor het eerst geldig gepubliceerd in 2009 door Zelaya & Ituarte.